# Hemieuxoa bifurcata
Hemieuxoa bifurcata là một loài bướm đêm trong họ Noctuidae.